# Sepuh
Sepuh és el nom que designava un noble a Armènia i Pèrsia. El nom és d'origen persa i vindria de l'avèstic Visuputhra (fill d'una casa senyorial) que va derivar en pehlevi a veshpuhr o vispus (fill de clan). S'aplicà també als fills dels nakharark armenis.